# Semana Santa en Celanova
La Semana Santa en Celanova es un ciclo de actos conmemorativos de la Pasión de Cristo llevados a cabo en el municipio de Celanova, en Orense (Galicia, España), desde el Domingo de Ramos hasta el Domingo de Resurrección. Las actividades realizadas se desarrollan en torno al monasterio de San Salvador.

## Descripción

### Domingo de Ramos
El Domingo de Ramos se procede al mediodía a la bendición de las palmas y los ramos de olivo y laurel en la plaza del Maíz seguido de una procesión y una misa.

### Jueves Santo
La tarde del Jueves Santo se celebra la liturgia de la Última Cena con el traslado del Santísimo al Monumento seguido de una adoración. Las once de la noche es una hora dedicada a la juventud, en la cual se realiza una adoración nocturna ante el Santísimo, cerrándose las puertas de la iglesia a medianoche.

### Viernes Santo

#### Escenificación del proceso político y religioso de Jesús
Al mediodía tiene lugar la escenificación del juicio contra Jesús de Nazaret, único acto de este tipo en la provincia. El acontecimiento consiste en una representación teatral del proceso político y religioso que enfrentó Cristo, estando la obra dividida en cuatro actos, en los que se escenifican la Última Cena, la oración en el huerto de Getsemaní, la traición de Judas, la captura de Jesús, su juicio y su crucifixión. Los actores que participan en ella son vecinos de la zona (del grupo de teatro Solpor) y la función se lleva a cabo en el interior de la iglesia del monasterio, frente al altar mayor. La representación, dirigida por Alfredo Vázquez Dorado desde su primera edición en 1992, suele durar alrededor de hora y media y en la misma se emplean efectos sonoros (el estruendo de un trueno tras la muerte de Jesús y los golpes de un martillo cuando está siendo clavado en la cruz) y visuales (humo, lluvia y sangre artificiales). Este acto cuenta con el apoyo de los organizadores de la Festa do Esquecemento de Xinzo así como de la Festa da Istoria de Ribadavia, quienes proporcionan trajes, espadas y armaduras para la recreación de la Pasión, mientras que la iluminación corre a cargo de la orquesta Nevada de Celanova.

#### Enclavo y Desenclavo
Por la tarde tiene lugar una función litúrgica dividida en cuatro actos (lectura de la Pasión, adoración de la Cruz, comunión y oración universal) seguida del Enclavo y el Desenclavo con una imagen de Cristo articulada, dándose lectura al sermón de las Siete Palabras entre ambas ceremonias. Tras el Desenclavo la talla es depositada en una urna para la procesión del Santo Entierro.

#### Santo Entierro
La procesión del Santo Entierro, acompañada por la banda de música municipal de Celanova, el grupo de tambores O Cristal y 150 cofrades, consta de un total de cinco pasos, todos ellos conducidos sobre plataformas con ruedas a excepción del paso de Cristo yacente, el cual es portado a hombros y al ritmo de los tambores:
| Nombre                  | Autor                        | Año                  | Comentario | Imagen |
| ----------------------- | ---------------------------- | -------------------- | --- | ------ |
| Niño Jesús de la Pasión |                              |                      | La función de este paso es introducir a los niños en la Semana Santa.                                                              |        |
| Ecce Homo               | Escuela de Castro Canseco.   | Siglo xviii.         | |        |
| Crucifixión             | Francisco de Castro Canseco. | siglo xvii.          | Tras el paso desfila un grupo de tamborileros disfrazados de soldados romanos.                                                     |        |
| Cristo yacente          | Escuela de Castro Canseco.   | Siglos xvii o xviii. | Custodiada dentro de una urna y cubierta con una tela traslúcida, la imagen se caracteriza por poseer articulaciones de «galleta». |        |
| Dolorosa                | Escuela de Castro Canseco.   | Siglos xvii o xviii. | |        |

Cabe destacar el hecho de que la única cofradía existente, la Cofradía de San Rosendo (fundada en 2007), no se encarga de los actos de la Semana Santa pese a tomar parte en la procesión, de la que se ocupa un grupo de cofrades parroquiales desde aproximadamente 1990 ante la decisión de no crear cofradías vinculadas a imágenes por temor a que la Dolorosa acaparase a la mayoría de miembros y las otras quedasen desatendidas.

### Sábado Santo
El Sábado Santo se celebra la Vigilia Pascual y la bendición del fuego, el cirio pascual y el agua, culminando los actos con la misa de Resurrección.

### Domingo de Resurrección
El Domingo de Resurrección se festeja la Pascua y se lleva a cabo una celebración bautismal, concluyendo de esta forma la Semana Santa.